# Municipio de Shiloh (Kansas)
El municipio de Shiloh (en inglés: Shiloh Township) es un municipio ubicado en el condado de Neosho en el estado estadounidense de Kansas. En el año 2010 tenía una población de 447 habitantes y una densidad poblacional de 3,56 personas por km².

## Geografía
El municipio de Shiloh se encuentra ubicado en las coordenadas 37°25′12″N 95°27′24″O / 37.42000, -95.45667. Según la Oficina del Censo de los Estados Unidos, el municipio tiene una superficie total de 125.45 km², de la cual 125,23 km² corresponden a tierra firme y (0,17 %) 0,22 km² es agua.

## Demografía
Según el censo de 2010, había 447 personas residiendo en el municipio de Shiloh. La densidad de población era de 3,56 hab./km². De los 447 habitantes, el municipio de Shiloh estaba compuesto por el 95,3 % blancos, el 2,46 % eran afroamericanos, el 0,22 % eran amerindios, el 0,45 % eran asiáticos, el 0,22 % eran de otras razas y el 1,34 % eran de una mezcla de razas. Del total de la población el 2,01 % eran hispanos o latinos de cualquier raza.